# Виторг
Виторг (англ. revenue, sales, turnover) — кошти, що надійшли на рахунок підприємства за реалізовану (продану) продукцію чи надану послугу. Виторг від реалізації складається з суми, від реалізації основної продукції, товарів народного споживання, відходів виробництва, наднормативних і зайвих матеріалів. З неї вилучається вартість продукції, відвантаженої споживачу з порушенням умов договору поставки (за термінами, номенклатурою, асортиментом, якістю продукції).
Загальний виторг (англ. Gross/Total revenue) — загальна сума надходжень суб'єкта господарювання від усіх видів діяльності.  

## Види виторгу
Виторг від реалізації залежить від обсягів виробленої та проданої продукції, від якості і ціни. Договірні ціни посилили інфляційні процеси в Україні 90-х. Водночас вони прискорили поновлення асортименту продукції на державних підприємствах, що сприяло збільшенню їхнього виторгу. Своєчасність і повнота надходження виторгу від реалізації значною мірою сприяє його нормальному фінансовому стану, дає змогу своєчасно виплачувати заробітну плату, здійснювати оплату рахунків постачальників, розрахунки по платежах до бюджету, погашення позик банку.
Окремо виділяють виторг від реалізації вибулого майна, що складається з коштів від продажу зайвого і невикористовуваного обладнання, транспортних засобів, іншого майна, які належать до основних фондів. Ці кошти спрямовують на розвиток виробництва, фінансування капітальних вкладень. Інформацію про розміри виторгу від продажу вибулого майна вміщують у бухгалтерський звітності про рух статутного фонду.
Розрізняють також виторг від товарів за валюту (валютний виторг). Такий продаж здійснюєть, щоби вплинути на купівельну спроможність національної валюти. Цей виторг складається з суми валютних надходжень від експорту товарів за відрахуванням видатків, пов'язаних із поставкою товарів на експорт. Показник «валютний виторг» використовують для розрахунку ефективності експорту.